# Тульское (Липецкая область)
Ту́льское — село Тербунского района Липецкой области. Центр Тульского сельского поселения.

## География
В 3 км к западу от Тульского находится железнодорожная станция Свечинская (на линии Елец — Касторное).
Стоит на правом берегу реки Изубриевка.

## История
Основано не позднее начала XX века. Название, вероятно, от первопоселенцев, прибывших из Тулы.
Сегодня село представляет собой фактически единый населённый пункт с посёлком Райский (расположен у восточной границы с селом), деревней Засосной (на юго-западе), деревней Каменка (на северо-западе), деревней Спасской (на севере).
В Тульском есть парк, который считается дендрологическим памятником.

## Население
| 2009 | 2010 |
| ---- | ---- |
| 196  | ↗201 |